# فورست غينر
فورست غينر هو لاعب اتحاد الرغبي كندي، ولد في 15 أبريل 1979 في إدمونتون في كندا.

## وصلات خارجية
- فورست غينر عل موقع إسبنسكروم (الإنجليزية)
- فورست غينر على موقع ItsRugby.co.uk (الإنجليزية)